# Marsippospermum philippii
Marsippospermum philippii är en tågväxtart som först beskrevs av Franz Georg Philipp Buchenau, och fick sitt nu gällande namn av Lucien Leon Hauman. Marsippospermum philippii ingår i släktet Marsippospermum och familjen tågväxter. Inga underarter finns listade i Catalogue of Life.